# Susanne un jour

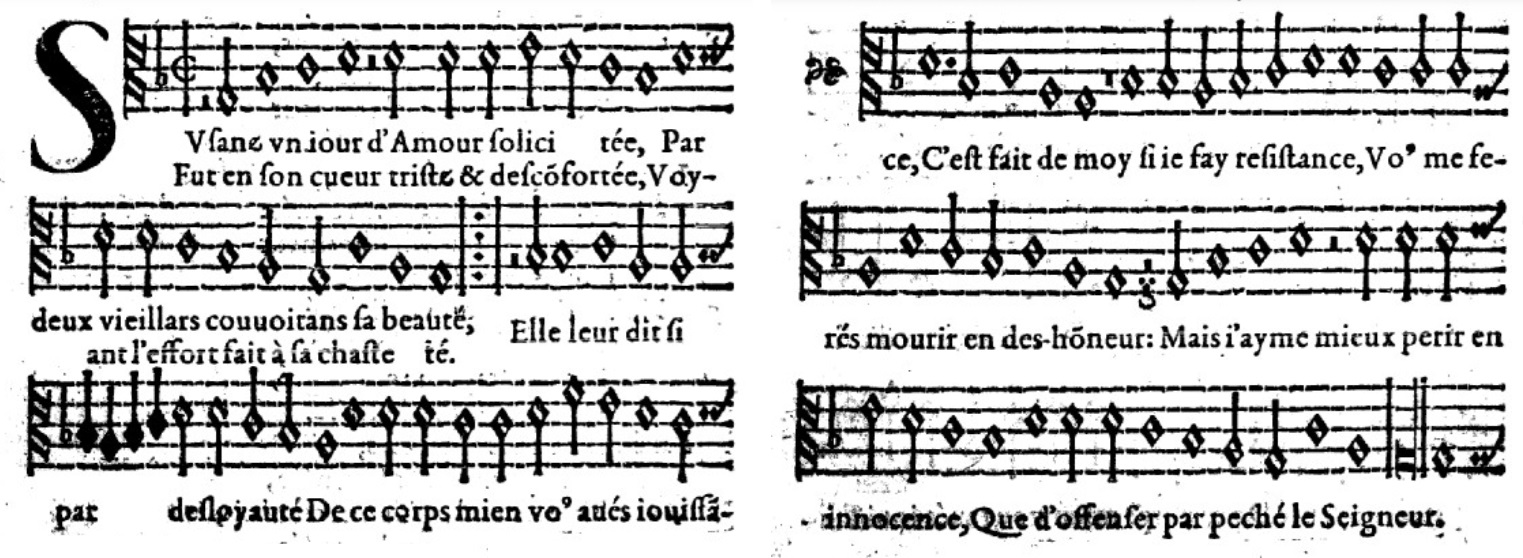
Susanne un jour, Tenorstimme (Melodie), 1548

Susanne un jour ist eines der bekanntesten Gedichte des französischen Dichters Guillaume Guéroult (1507–1569), das vielfach und prominent vertont wurde. 
Der in Lyon lebende französische Komponist Didier Lupi Second (geb. ca. 1520; gest. nach 1559), der wahrscheinlich italienischer Herkunft war, hatte im Jahr 1548 zusammen mit Guéroult die Chansons spirituelles (Geistliche Lieder) veröffentlicht, die erste bedeutende Veröffentlichung dieser Art durch einen Protestanten. Sie enthält auch Susanne un jour, eine Komposition, die viele spätere Komponisten zu Bearbeitungen anregte.

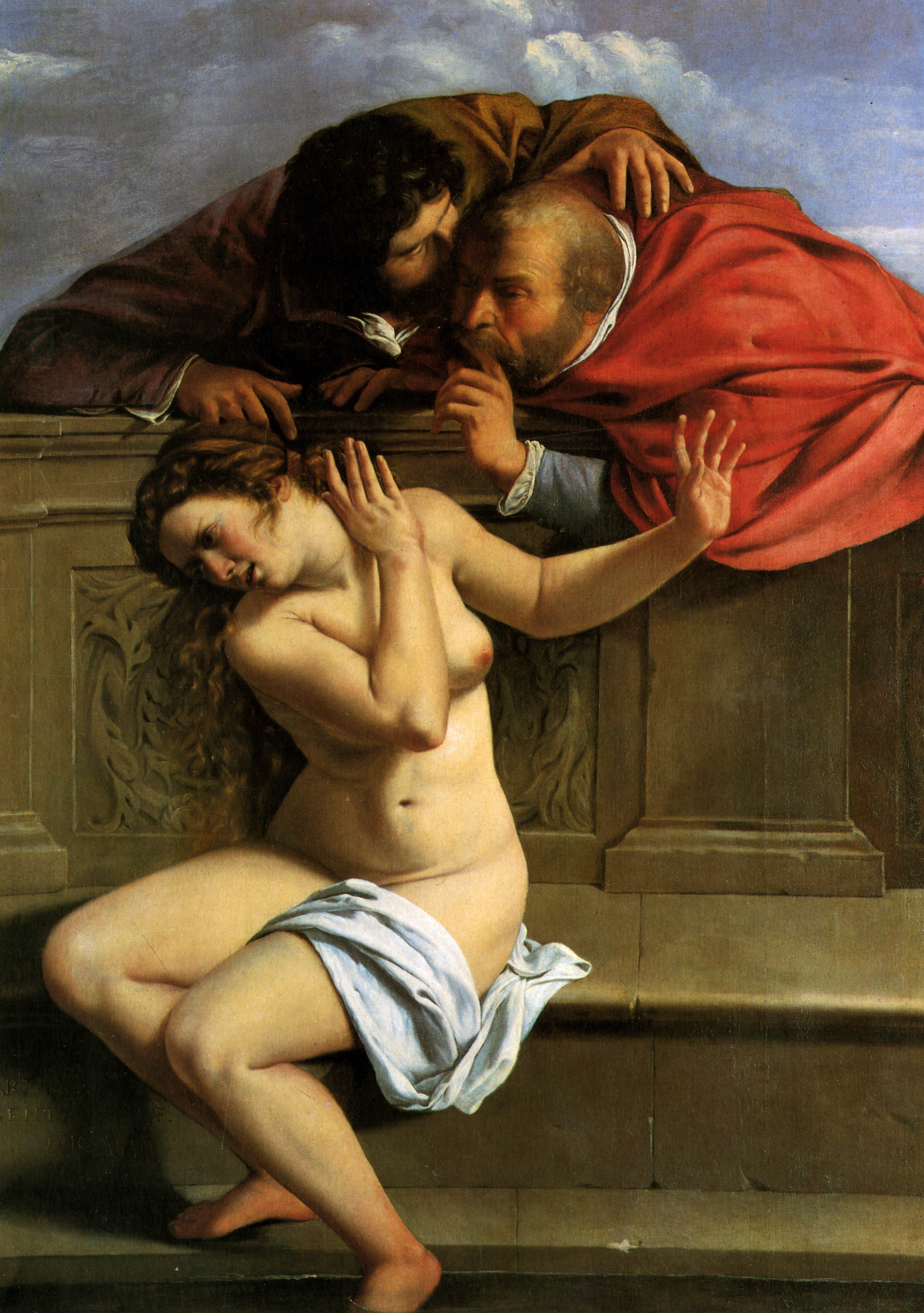
Susanna e i vecchioni (Susanna und die alten Männer) von Artemisia Gentileschi

## Inhalt
Das Gedicht, in Form eines Zehnzeilers, erzählt die biblische Geschichte der Susanna, die im Buch Daniel im Alten Testament vorkommt. Diese Geschichte von Susanna im Bade und ihrer moralischen Standhaftigkeit inspirierte viele Künstler und Komponisten und war ein beliebtes Thema in der Kunst und Literatur der Renaissance. 
Das Gedicht beschreibt die Tugend und den Mut von Susanna, die sich weigert, sich den lüsternen Alten hinzugeben, und dafür ihre Ehre und ihr Leben riskiert.

## Text
Der Text des französischen Gedichtes lautet (mit einer freien deutschen Übersetzung, ungereimt):
| Suzanne un jour d’amour sollicitée Par deux vieillards convoitant sa beauté Fut en son cœur triste et déconfortée Voyant l’effort fait à sa chasteté. Elle leur dit : si par déloyauté De ce corps mien vous avez jouissance, C’est fait de moi ! Si je fais résistance, Vous me ferez mourir en déshonneur : Mais j’aime mieux périr en innocence Que d’offenser par péché le Seigneur. | Eines Tages wurde um Susannes Liebe gebuhlt von zwei alten Männern, die ihre Schönheit begehrten. Sie wurde traurig und fühlte sich unbehaglich im Herzen, als sie den Versuch sah, ihre Keuschheit zu verletzen. Sie sagte zu ihnen: Wenn ihr durch Untreue an diesem meinem Körper Vergnügen findet, dann ist es um mich geschehen! Wenn ich mich widersetze, werdet ihr mich in Schande sterben lassen: Doch lieber will ich in Unschuld zugrunde gehen, als den HERRN durch Sünde zu beleidigen. |

## Vertonungen
Die Vertonung Lupis wurde von zahlreichen Komponisten aufgegriffen, insbesondere während der Renaissance und im frühen Barock, wobei sich die Bearbeitungen oft durch kontrapunktische Raffinesse und eine expressive Tonsprache auszeichnen. Bekannte Werke stammen z. B. von Orlando di Lasso (5-stimmiges Madrigal), Jan Pieterszoon Sweelinck, Claude Le Jeune und auch vielen weiteren bedeutenden Komponisten.
Diese Vertonungen sind hervorragende Beispiele dafür, wie die Musik die literarischen und religiösen Themen der Zeit widerspiegelte und verstärkte.

### Liste
Die folgende Liste erhebt keinen Anspruch auf Aktualität oder Vollständigkeit:
- Ferrabosco d. Ä.: Susanne un jour: Noten und Audiodateien im International Music Score Library Project
- Gabrieli: Susanne un jour: Noten und Audiodateien im International Music Score Library Project
- Paschal de l’Estocart: Susanne un jour: Noten und Audiodateien im International Music Score Library Project
- Lassus: Susanne un jour: Noten und Audiodateien im International Music Score Library Project
- Lassus: Missa Susanne un jour: Noten und Audiodateien im International Music Score Library Project
- Lejeune: Susanne un jour: Noten und Audiodateien im International Music Score Library Project
- Lupi II: Susanne un jour: Noten und Audiodateien im International Music Score Library Project
- Millot: Susanne un jour: Noten und Audiodateien im International Music Score Library Project
- Servin: Susanne un jour: Noten und Audiodateien im International Music Score Library Project
- Sweelinck: Susanne un jour: Noten und Audiodateien im International Music Score Library Project
- Turnhout: Susanne un jour: Noten und Audiodateien im International Music Score Library Project